# Klasa pana Harveya
Klasa pana Harveya (ang. Mr Harvey Lights a Candle) – brytyjski dramat telewizyjny z 2005 roku w reżyserii Susanny White.

## Fabuła
Pan Harvey jest niezbyt zaradnym nauczycielem. Razem z uczniami uczestniczy w wycieczce do katedry w Salisbury. Podczas niej opowiada swoje skrywane przez lata tajemnice.

## Obsada
- Daniel Bliss – Phil Rogers
- Timothy Spall – Malcolm Harvey
- Natalie Press – Helen Taylor
- Ben Miles – Jonathan Cole
- David Bradley – Archie
- Jade Ewen – Donna
- Celia Imrie – Pani Davies
- Mario Powell – Eliot
- Tendayi Jembere – Sid Williams
- George Thompson – George
- Steven Webb – Dave Miller
- Joshua Malin – Mo
- Troy Glasgow – Maurice
- Shereil Willis – Martha
- Kay Lyon – Sandra
- Jody Latham – Andy Wilson
- Harriet Warren – Emma
- Rosie Mahoney – Catherine

## Produkcja
Zdjęcia kręcono w Londynie i Salisbury (hrabstwo Wiltshire).